# Guðmundur Arnar Guðmundsson
Guðmundur Arnar Guðmundsson (Reykjavík, 25 febbraio 1982) è un regista, sceneggiatore e produttore cinematografico islandese.

## Biografia
Nato a Reykjavík, Islanda, si è laureato in Belle Arti alla Iceland Academy of the Arts e ha studiato sceneggiatura in Danimarca.
Ha scritto, diretto e prodotto diversi cortometraggi, tra questi Whale Valley ha ottenuto diversi riconoscimenti internazionali, tra cui una menzione speciale alla Palma d'oro per il miglior cortometraggio al Festival di Cannes 2013 e una candidatura agli European Film Awards per il miglior cortometraggio.
Nel 2016 dirige il suo primo lungometraggio Hjartasteinn. Storia dell'amicizia e della formazione i due ragazzi in un piccolo villaggio di pescatori islandese. Il film ha vinto il Queer Lion alla 73ª Mostra internazionale d'arte cinematografica di Venezia.

## Filmografia

### Regista
- Þröng sýn (2005) - cortometraggio
- Jeffrey & Beth (2009) - cortometraggio
- Hvalfjörður (2013) - cortometraggio
- Ártún (2014) - cortometraggio
- Hjartasteinn (2016)

### Produttore esecutivo
- A White, White Day - Segreti nella nebbia (Hvítur, hvítur dagur), regia di Hlynur Pálmason (2019)